# Eduard Switalla
Eduard Switalla auch Eduard Switala (* 27. November 1919 in Hamburg; † 28. Mai 2004 in Berlin) war ein Oberst im Ministerium für Staatssicherheit (MfS) in der Deutschen Demokratischen Republik (DDR). Er war 1952 Leiter der MfS-Bezirksverwaltung Rostock und von 1955 bis 1971 Hauptabteilungsleiter in der MfS-Zentrale in Ostberlin.

## Leben
Eduard Switalla, Sohn des Kommunisten und späteren DDR-Politikers Anton Switalla, schloss 1933 in Hamburg die Volksschule ab. Nach der Machtübernahme der Nationalsozialisten und dem Verbot kommunistischer Betätigung ging er im April 1933 mit seinen Eltern in die Emigration nach Frankreich und 1935 in die Sowjetunion. 1935 und 1936 arbeitete er als Schlosser in Leningrad. Von 1936 bis 1941 war er als Dreher in Woroschilowgrad und Moskau tätig. Von 1941 bis 1946 gehörte er der Roten Armee an und kämpfte auf Seiten der Sowjetunion im Zweiten Weltkrieg.
1946 kehrte Switalla nach Deutschland zurück und wurde Mitglied der Sozialistischen Einheitspartei Deutschlands (SED). Bis 1947 war er Instrukteur der SED-Kreisleitung in Schwerin und ging dann zur Volkspolizei. Bis 1949 absolvierte er eine Ausbildung an der Bezirksparteischule und wurde dann bei der Verwaltung zum Schutz der Volkswirtschaft Mecklenburg als Leiter der Abteilung Politkultur und Stellvertreter der Abteilung Operativ eingestellt. Im Februar 1950 wurde die Behörde zur Länderverwaltung Mecklenburg des MfS. Nach der Verwaltungsreform und der Auflösung der Länder in der DDR wurde er im August 1952 Leiter der neugebildeten Bezirksverwaltung Rostock des MfS. Im Oktober 1952 wurde Switalla nach gewalttätigen Übergriffen gegen Gefangene wegen „Verstoßes gegen die demokratische Gesetzlichkeit“ vom Inspekteur zum Kommandeur degradiert und seines Postens enthoben.
Er wurde nach Halle (Saale) versetzt und wurde dort Leiter der Abteilung Rüstungsindustrie der Bezirksverwaltung Halle des MfS. Im Januar 1953 wurde Switalla Leiter der MfS-Kreisdienststelle in Dessau. Im November 1953 wechselte er nach Ost-Berlin und wurde stellvertretender Leiter der Hauptabteilung Volkswirtschaft des MfS und ab 1955 Leiter der Hauptabteilung Rüstungsindustrie. 1962 wurde er zum Oberst befördert. 1963 wurde er Leiter der Hauptabteilung Passkontrolle und Fahndung und ab 1970 Leiter der Fahndungsführungsgruppe im MfS. 1971 ging Switalla in den Ruhestand.
Nach der Wende in der DDR wurde er Mitglied der Initiativgemeinschaft zum Schutz der sozialen Rechte (ISOR), einem Verein ehemaliger Angehöriger der „bewaffneten Organe der DDR“, dem von Wissenschaftlern und Politikern Geschichtsrevisionismus vorgeworfen und der vom Verfassungsschutz beobachtet wurde. Er lebte zuletzt in Berlin-Hohenschönhausen.

## Ehrungen
- 1964 Vaterländischer Verdienstorden in Silber[2] (DDR)
- 1980 Vaterländischer Verdienstorden in Gold (DDR)